# Planeacanista
Planeacanista is een kevergeslacht uit de familie van de boktorren (Cerambycidae). De wetenschappelijke naam van het geslacht werd voor het eerst geldig gepubliceerd in 1959 door Hayashi.

## Soorten
Planeacanista is monotypisch en omvat slechts de volgende soort:
- Planeacanista japonica Hayashi, 1959